# アロキュティビティ
アロキュティビティ(英: allocutivity) とは、発話の聞き手が、動詞の項でなくとも文中に標示されることを指す言語学の術語である。元来バスク語学で用いられてきたこの術語は、Antonov (2013)以降、日本語・韓国語の聞き手敬語までをも射程に入れた、類型論上の概念としても適用されている。

## バスク語のアロキュティビティ
アロキュティビティの概念を初めて言語記述に用いたのは、フランスの言語学者ルイ＝リュシアン・ボナパルトである。バスク語の諸変種においては、動詞が主語及び目的語の人称に加えて、聞き手のジェンダーや、聞き手に対する話し手の敬意に応じて語形変化する。このように聞き手の存在と呼応する活用形を、ボナパルトは"allocutives"と称した。
Ces formes que je propose de qualifier du nom d’allocutives [...] ne s’emploient que quand on veut adresser la parole d’une manière expresse, soit à un homme, soit à une femme, soit à une personne des deux sexes à laquelle on veut témoigner quelque respect. (Bonaparte 1862: 19)
(仮訳：私が"allocutives"と呼ぶこれらの形式は、男性に対してであれ、女性に対してであれ、あるいは男女問わず敬意を払いたいような人であれ、はっきりとした仕方で誰かに話しかける際にのみ用いられる。)
単なる動詞の二人称標識と異なり、アロキュティビティの標示は、聞き手が文の主語 (ないしその他の項) となることを要求しない。例えば、以下に挙げた統一バスク語 (バスク語の標準語) の文は、いずれも内容は同一であるが、行為者たる話し手が一貫して主語人称接辞n-で標示されているのとは対照的に、聞き手は文が表す事態に一切関与していない。
それにもかかわらず(2)及び(3)では、-kや-nといった動詞接辞を通して、聞き手の性別が表現されている。noakやnoanのような、非項の聞き手への参照を含む活用形を、バスク語の研究ではアロキュティブ形 (allocutive forms) と呼んでいる。
バスク語には二人称代名詞に親称と敬称の区別が存在するが、親称で呼びかける聞き手の場合、主節ではアロキュティブ形の動詞が義務的に用いられる。また、バスク東部のスベロア (現フランス領) の変種には、以下の例文で使用されているような、敬称に対するアロキュティブ形も存在する。

## 通言語的な適用
聞き手の性別が動詞に標示される現象は、バスク語の他にも、ベジャ語 (クシ語派)・マンダン語 (スー語族)・ナンビクワラ語 (ブラジルの孤立した言語)・プメ語 (ベネズエラの孤立した言語) に見られる。Antonov (2015) は、系統も使用地域も異なるこれらの言語を、アロキュティビティの観点から比較している。それ以前に"allocutive"という術語をバスク語以外の言語へと適用した研究としては、例えば、ベジャ語の形態論を扱ったAppleyard (2007) がある。
スベロア地方のバスク語には、親しい聞き手の性別を表すアロキュティブ標識 (前節で述べた-k, -n) に加えて、聞き手への敬意を表すアロキュティブ標識 (-sy) が存在する。Antonov (2013) は、現代日本語の「-です」「-ます」や、現代韓国語の「-습니다/ㅂ니다(-supnita/pnita)」「-어요/아요(-eyo/ayo)」を、これに相当する形式と見做している。
アジアに分布する50以上の言語を対象とした文末助詞の横断的研究であるPanov (2020) は、日本語の「よ」「ね」、広東語の「啦」、タイ語のครับ (khráp), ค่ะ (khâ)等を、アロキュティブな文末助詞として分析している。

## 聞き手敬語とアロキュティビティ
敬語の中でも聞き手に対する敬意を表すものは、言語類型論において聞き手敬語 (addressee honorifics)と呼ばれる 。例えば、インドネシアで話されるジャワ語・スンダ語 ・マドゥラ語では、尊敬すべき人物を聞き手とする場合に、通常とは異なる語彙が用いられる。また、タイ語やビルマ語には聞き手への敬意と話し手の性別を同時に標示する文末助詞が存在する。
日本語及び奄美群島・沖縄本島の琉球諸語に見られる聞き手敬語 (丁寧語) の接尾辞は、バスク語スベロア方言の-sy  のような動詞アロキュティビティの標識と考えることができる。実際、「私が彼を殴りました」という日本語の文において、敬意の対象である聞き手は、動詞の項としては現れていない。
動詞形態論を通したアロキュティビティの標示は、韓国語にも認められる。なお、現代韓国語の聞き手敬語「-습니다/ㅂ니다(-supnita/pnita)」は、中期朝鮮語の目的語敬語接辞-sop-と、同じく中期朝鮮語の聞き手敬語-ngi-が融合したものが由来であるが、日本語の「-ます」もまた、目的語敬語の「まゐらす」から発展した形式である。